# Apro
| Apro                                     |
| ---------------------------------------- |
| 1-difluorofosforiloxibenzeno             |
| Fenil fósforodifluoridato                |
| Ácido fósforodifluorídrico , fenil ester |

| Identificadores | Identificadores  |
| --------------- | ---------------- |
| Pubchem         | 12640471         |
| EPA             | DTXSID10505339   |
| chemsrc         | 1126-52-9_187882 |

| Propriedades      | Propriedades      | Propriedades                      | Propriedades                      |
| ----------------- | ----------------- | --------------------------------- | --------------------------------- |
| Formula molecular | Formula molecular | {\displaystyle {\ce {C6H5F2O2P}}} | {\displaystyle {\ce {C6H5F2O2P}}} |
| Massa molecular   | Massa molecular   | 178.075 g/mol                     | 178.075 g/mol                     |
| Ponto de fusão    | Ponto de fusão    | -2.36°C                           | -2.36°C                           |
| Ponto de ebulição | Ponto de ebulição | 199°C                             | 199°C                             |

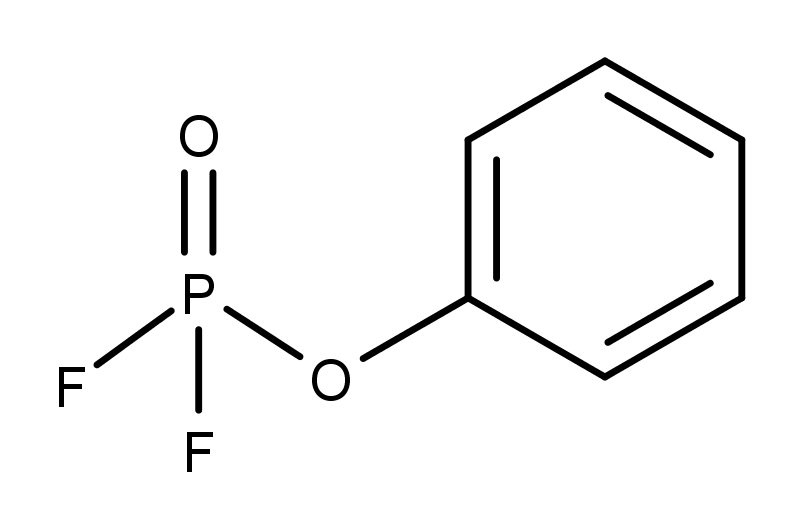

Apro ou difluorofosforiloxibenzeno é um composto de fósforo formulado em {\displaystyle {\ce {C6H5F2O2P}}} constituinte do grupo AP e da família ApRoR.Transparente e sem gosto em sua forma mais pura, tem um odor frutado por possuir um anel de benzeno na sua estrutura. O AP é um grupo secundário da família ApRoR o agente difluorofosforiloxibenzeno ou Apro é o composto deste grupo mais comum e simples, é um agente que tem grande poder de interromper o funcionamento nervoso inibindo a acetilcolinesterase de degradar a acetilcolina, é um agente de guerra, a produção de agentes ApRoR não é proibida nem a de seus agentes mistos.

## Exposição
A exposição ao agente não é por meio da inalação muito por causa de não ser muito volátil, seu uso é descrito como aerossol ou com algum solvente como o benzeno, a exposição é mais pelo contato com os tecidos corporais.

## Ação
A molécula se liga a um resíduo particular presente na enzima acetilcolinesterase e a fosforila causando na não degradação hidrolitica da Acetilcolina, quando a Acetilcolina não é degradada ela continua a atuar nas junções neuromusculares causando espasmos involuntários, descontrole muscular, exaustão muscular e depois em morte.

## Produção
Sua produção é simples, seus precursores diretos são o Trifluoreto de fosforila e Fenol.

### Síntese total
O agente apro é produzido a partir do Tricloreto de fósforo, o Tricloreto de fósforo recebe uma carga de cloro e torna-se Pentacloreto de fósforo, logo ele é colocado para reagir com água produzindo Cloreto de Hidrogênio e Tricloreto de fosforila, logo o agente reage com Fluoreto de sódio a produzindo Difluoreto de clorofosforil, já este reage com Fenóxido de sódio produzindo Cloreto de sódio e Apro... Ele reage com o átomo de cloro pois o menos eletronegativo fica mais amostra.